# Ozonska plast
Ozonska plast je del zemeljske atmosfere, ki vsebuje relativno visoke koncentracije ozona (O3). Absorbira od 97 do 99 % sončevega sevanja, ki je škodljivo za zemeljsko življenje. V glavnem leži v spodnjem delu statosfere na višini približno 13 km do 40 km, vendar se njegova debelina spreminja sezonsko in geografsko.

## Odkritje in raziskovanje
Ozonsko plast sta leta 1913 odkrila francoska fizika Charles Fabry in Henri Buisson. Njene lastnosti je podrobno raziskal britanski meteorolog G.M.B. Dobson, ki je razvil preprost spektrometer, ki ga je lahko uporabil za merjenje statosferskega ozona kar z Zemlje. Med letoma 1928 in 1958 je Dobson po vsem svetu postavil mrežo postaj za spremljanje ozona, ki delujejo še danes.

## Izvor
Fotokemične mehanizme, ki povzročajo ozonsko plast, je odkril britanski fizik Sydney Chapman leta 1930.
Ozon v Zemljini stratosferi nastaja tako, da ultravijolična svetloba pada na običajne molekule kisika, ki vsebujejo dva atoma kisika O2. Te molekule se delijo na posamezne atome kisika (atomski kisik); atomski kisik potem združujejo z nepoškodovanim O2 za ustvarjanje ozona, O3. Molekula ozona je prav tako nestabilna (čeprav je v stratosferi dolgo obstojna) in ko ultravijolična svetloba zadene ozon, ga razdeli na molekulo O2 in atom kisika, trajni proces se imenuje cikel ozonskega kisika, s čimer se ozonski plašč v stratosferi giblje v regiji od 10 do 50 km nad površino Zemlje. Približno 90 % ozona v našem ozračju se nahaja v stratosferi. Koncentracije ozona so največje med približno 20 km in 40 km nad zemeljsko površino, kjer so približno v razmerjih od 2 do 8 delov na milijon. Če bi bil ves ozon stisnjen na tlak zraka na morski gladini, bi ga bilo le za nekaj mm debelo plast.

## Ultravijolična svetloba
Čeprav je koncentracija ozona v ozonski plasti zelo majhna, je bistvenega pomena za življenje, saj absorbira biološko ultravijolično (UV) sevanje ki prihaja od Sonca. Ultravijolično sevanje je razdeljeno v tri kategorije, ki temeljijo na valovni dolžini in so navedene kot UV-A (400-315 nm), UV-B (315-280 nm) in UV-C (280-100 nm).UV-C sevanja, katera bi bila zelo škodljiva za živeče stvari, je popolna zaščita izvedena z ozonom na približni višini 35 km.UV-B sevanje je lahko škodljivo za kožo in je glavni vzrok za sončne opekline, prekomerna izpostavljenost pa lahko povzroči genetske okvare in nastanek kožnega raka.Ozonski plašč je zelo učinkovit pri izločanju UV-B sevanja z valovno dolžino 290 nm, intenziteta na vrhu ozračja pa je 350 milijonov krat večje kot na površini zemlje, vendar pa nekatera UV-B dosežejo površino.Večina UV-A sevanja doseže površino, a je to sevanje znatno manj škodljivo, čeprav lahko potencialno povzroči genetske spremembe.

## Razporeditev ozona v statosferi
Debelina ozonske plasti (to je skupna količina ozona v vrhu stolpca), se deli glede na: velik dejavnik v svetu, ki se na splošno manjša v bližini ekvatorja in veča proti poloma. Prav tako se spreminja glede na sezono, in je načeloma debelejša spomladi in tanjša jeseni na severni polobli. Razlogi za razliko po zemljepisni širini in sezonski odvisnosti so zapleteni, vključujejo promet, vzorce zraka, kot tudi sončne intenzivnosti.
Ker je stratosferski ozon povzročilo sončno sevanje UV, bi lahko pričakovali, da bi našli najvišje ravni ozona v tropih in najnižje pa na polarnih območjih. Isti argument bi tudi pričakovali za najvišje ravni ozona v poletnih mesecih, najnižje pa v zimskem času.
Opažena obnašanja so zelo različna: večina ozona se nahaja v sredini na visokih zemljepisnih širinah severne in južne poloble, najvišjo najdemo spomladi in ne poleti,najnižjo pa na severni polobli jeseni, ne pa pozimi.
Pozimi, se ozonski plašč dejansko poveča v globino. To uganko je mogoče razložiti s prevladujočimi stratosferskimi veternimi vzorci, znanimi kot Brewer-Dobsonov promet.
Medtem ko se je večina ozona ustvari nad tropi, ga stratosferski promet, potem  
prepelje  navzdol do spodnje stratosfere na visokih zemljepisnih širinah.
Vendar pa na južni polobli, zaradi pojava ozonske luknje najdemo najnižje količine ozona nad Antarktiko v obdobju pomladi, septembra in oktobra.
Ozonski plašč je višji v nadmorski višini v tropih in nižji v nadmorski višini v ekstratropih, še posebej pa v polarnih regijah.Ta višina variacije ozona je rezultat počasnega obtoka zraka v ozonu iz traposfere v tratosfero.Ker se ta zrak počasi dviga v tropih, ozon proizvaja v tropih fotolizne molekule kisika.Ker je ta cirkulacija zavojev počasna do srednje geografske širine, je koncentracija ozona pri visokih zemljepisnih širinah posledica kopičenja ozona na nižjih višinah.
Brewer-Dobson  cirkulacija se pomika zelo počasi.Čas, ki je potreben za dviganje zraka iz tropskega območja tropopavze nekje od 16 km (50000 ft) na 20 km je približno 4-5 mesecev ( 30 čevljev (9.1m na dan)).

## Ozonska plast
Ozonska plast je del Zemljine atmosfere, ki vsebuje dokaj visoke koncentracije plina, imenovanega ozon(03). Dokaj visoke pomeni, nekaj delcev na milijon, kar je še vedno veliko večja vrednost, kot pa v nižjih delih atmosfere. Vseeno pa je manjša kot v glavnih komponentah atmosfere.
Čeprav je torej ta koncentracija ozona v tej plasti na nek način majhna, pa je vseeno bistvenega pomena za življenje, saj absorbira nevarno UV sevanje sonca . Debelost ozonskega plašča pomeni količina ozona v stolpcu, kateri je različen po celem svetu. Na področju ekvatorja je ta dokaj majhna, vendar pa se odebeli, kadar se premikamo proti poloma. Prav tako pa niha tudi z letnimi časi. V spomladanskih mesecih je ta plast debelejša, v jesenskih pa tanjša.
Tanjšanje ozonske plasti je relativno nov pojem, katerega smo uvedli v zadnjih nekaj desetletjih, ko so znanstveniki začeli odkrivati posledice modernizacije. S tem pojmom opišemo opazovano izgubo ozona v stratosferi v zadnjih petdesetih letih, česar posledica je ozonska luknja. Ta zajema tako enakomerno tanjšanje ozona na ekvatorialnem delu, kot tudi katastrofalne pomladanske padce na polih, kar imenujemo ozonska luknja.

## Ukrepi
Leta 1978 so Združene države, Kanada in Norveška sprejele prepoved o CFC-aerosolnih razpršilcih, ker so mislili, da škodujejo ozonski plasti. Evropska skupnost je zavrnila podoben predlog in storila enako kot Združene države. V ZDA klorofluoroogljikovodike še naprej uporabljajo v drugih aplikacijah, kot so hlajenje in čiščenje objektov in opreme. Šele po odkritju ozonske luknje na Antarktiki leta 1985 so po pogajanjih o mednarodni pogodbi (Montrealski protokol), CFC proizvodnjo v začetkih leta 1987 močno omejili in jo postopno odpravili do leta 1996.
2.avgusta 2003 so znanstveniki napovedali, da lahko tanjšanje ozonske plasti še upočasnijo zaradi mednarodne prepovedi o TOD. Tri satelite in tri zemljske postaje so potrdile, da se je v zgornji atmosferi stopnja ozona znatno upočasnila v zadnjem desetletju. Študijo je organiziral American Geophysical združenje. Nekatere slabosti se lahko pričakuje, če bo še naprej zaradi CFC-ja, ki ga uporabljajo narodi, kateri jih niso prepovedali in zaradi plinov so že v atmosferi.CFC-ji imajo zelo dolgo življenjsko dobo v ozračju in to od 50 do več kot 100let.